# Танча Гора
Танча Гора (словен. Tanča Gora) — поселення в общині Чрномель, Південно-Східна Словенія, Словенія. Висота над рівнем моря: 221,5 м.